# تالتوبیوس

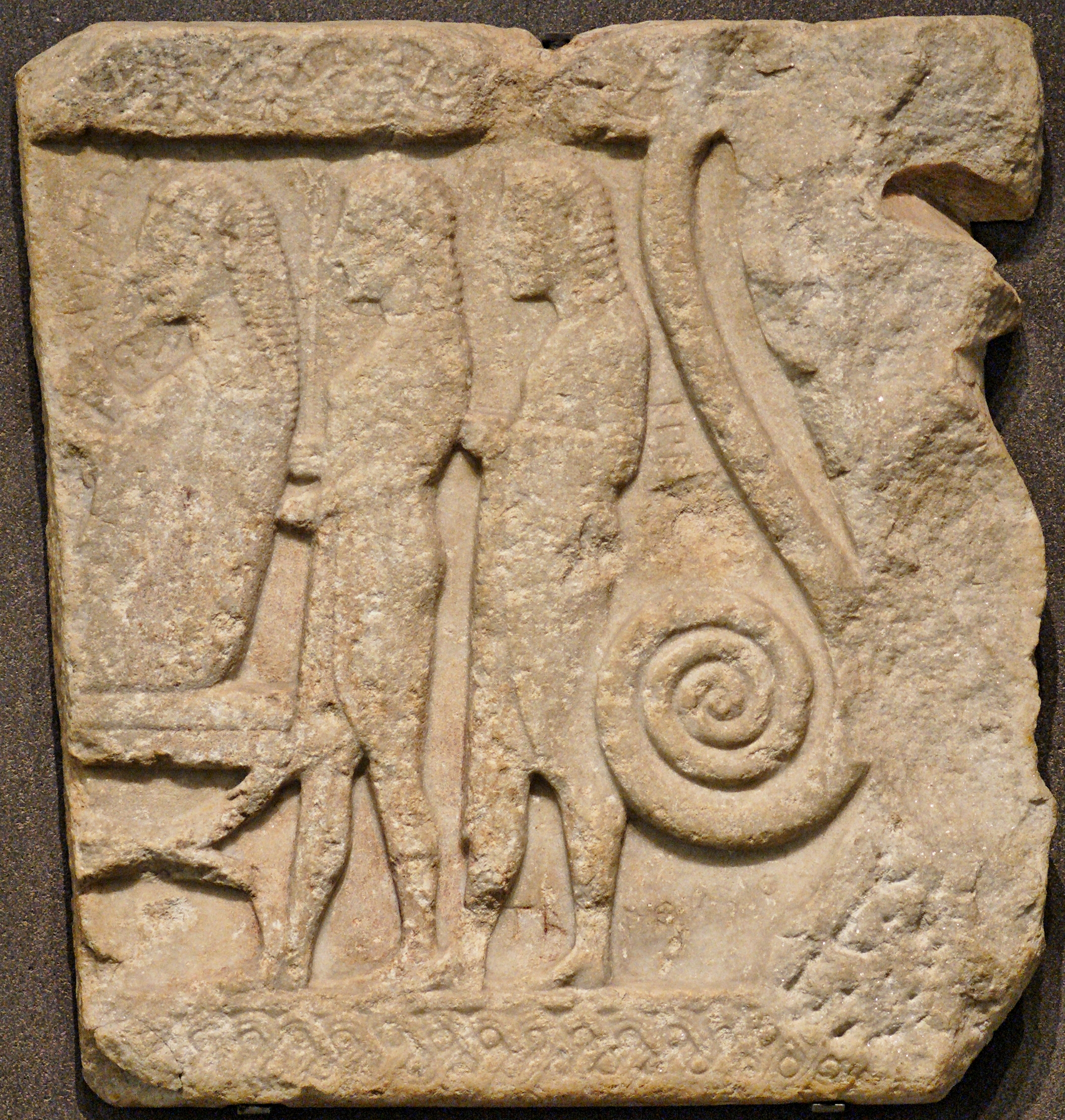
از چپ به راست، آگاممنون، تالتیبیوس و اپیوس، که با کتیبه‌هایی به خط یونی شناسایی می‌شوند

تالتوبیوس (به یونانی: Ταλθύβιος) در اسطوره‌های یونان، پیک آگاممنون در جنگ تروا است.
در جنگ تروا توسط آگاممنون، مامور ربودن بریسئیس از چادر آخیلس، گرفتن آستواناکس از آندروماخه و اعلام قربانی پولوکسنا به هکابه شد.